# Registre de contrôle/d'état
 (signalé en août 2025).
Si vous disposez d'ouvrages ou d'articles de référence ou si vous connaissez des sites web de qualité traitant du thème abordé ici, merci de compléter l'article en donnant les références utiles à sa vérifiabilité et en les liant à la section « Notes et références ».
- Archive Wikiwix
- Bing
- Cairn
- DuckDuckGo
- E. Universalis
- Gallica
- Google
- G. Books
- G. News
- G. Scholar
- Persée
- Qwant
- (zh) Baidu
- (ru) Yandex
- (wd) trouver des œuvres sur Wikidata

Les registres de contrôle et d'état (CSR) sont des registres auxiliaires présents dans de nombreux processeurs et microcontrôleurs . Ils permettent de lire l'état et de modifier la configuration, contrairement aux registres entiers et parfois flottants utilisés pour le calcul. Les registres de contrôle et d'état sont souvent décrits par une table de registres.
Les processeurs et les périphériques d'E/S (Entrée/Sortie)  possèdent tous deux des CSR. Parmi les exemples typiques, on peut citer le processeur RISC-V, qui dispose d'un ensemble de registres pour gérer les interruptions, et l'UART, qui dispose d'un ensemble de registres pour gérer la réception et la transmission des données.